# ハンス＝ヨッヘン・ヴァーグナー

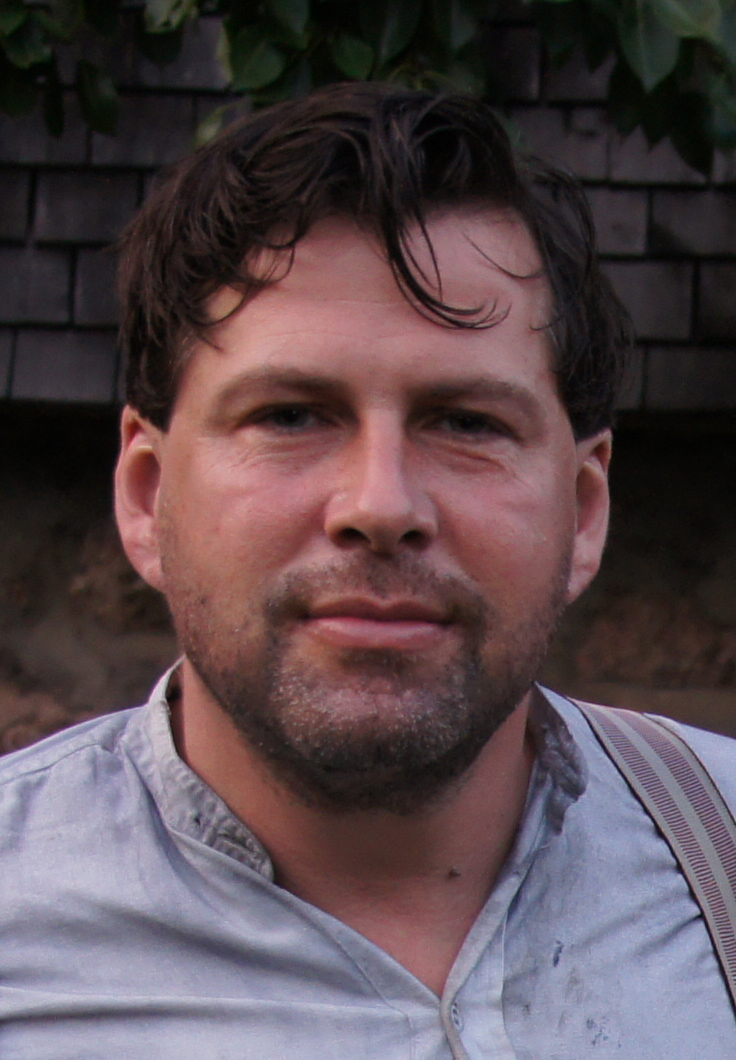

ハンス=ヨッヘン・ワーグナー (Hans-Jochen Wagner、1968年12月20日 - ）は ドイツの俳優。テュービンゲン生まれ。

## 生活
ベルリン「エルンスト・ブッシュ」演技芸術大学で演技を学んだ後、1997年、ウィーンのブルク劇場で活動する。ウィーン時代に映画デビューも果たした。1999年よりベルリンドイツ劇場に活動の場を移す。他に、フライブルク劇場やマキシム・ゴーリキー劇場でも出演している。2006年からはデュッセルドルファー・シャウシュピールハウスのアンサンブル（所属俳優）となる。初の主演映画は『Sie haben Knut』（2003年、日本未公開）。ドイツの人気テレビドラマシリーズ『Tatort』に多数出演、テレビシリーズ『Das Beste aus meinem Leben』や、探偵ドラマ『Kommissarin Heller』でも2013年から17年の間7つの回において準主役を演じている。
2017年からは、『Tatort』シリーズでフリーデマン・ベルク刑事役として、エファ・ロェーバウと共演している。